# Folding@home
Folding@Home (F@H, FAH) — проект распределённых вычислений для проведения компьютерного моделирования свёртывания молекул белка. Проект запущен 1 октября 2000 года учёными из Стэнфордского университета. По состоянию на июль 2008 года — это был крупнейший проект распределённых вычислений, как по мощности, так и по числу участников. В 2017 году крупнейшим проектом распределённых вычислений стал Биткойн, обогнав Folding@Home.
После завершения проект Genome@home подключился к Folding@home.

## Цель и значение проекта
Цель проекта — с помощью моделирования процессов свёртывания/развёртывания молекул белка получить лучшее понимание причин возникновения болезней, вызываемых дефектными белками, таких как Альцгеймера, Паркинсона, диабет 2 типа, болезнь Крейтцфельдта — Якоба (коровье бешенство), склероз и различных форм онкологических заболеваний. К настоящему времени проект Folding@home успешно смоделировал процесс свёртывания белковых молекул на протяжении 5—10 мкс — что в тысячи раз больше предыдущих попыток моделирования.
В 2007 году в проекте было достигнуто моделирование сворачивания белков на миллисекундном временном интервале (белок NTL9), в 2010 году — на 10-миллисекундном (ACBP).
По результатам эксперимента вышло более 212 научных работ.

## Принципы работы
Для выполнения вычислений Folding@home использует не суперкомпьютер, а вычислительную мощь сотен тысяч персональных компьютеров со всего мира. Чтобы участвовать в проекте, человек должен загрузить небольшую программу-клиент. Клиентская программа Folding@Home запускается в фоновом режиме и выполняет вычисления лишь в то время, когда ресурсы процессора не полностью используются другими приложениями.
Программа-клиент Folding@home периодически подключается к серверу для получения очередной порции данных для вычислений. После завершения расчётов их результаты отсылаются обратно.
Участники проекта могут видеть статистику своего вклада. Каждый участник может запустить программу-клиент на одном или более компьютерах, может вступить в одну из команд.

## Текущее состояние дел
| Вычислительная мощность, эксафлопс | Дата достижения  |
| ---------------------------------- | ---------------- |
| 0,001                              | 16 сентября 2007 |
| 0,002                              | 7 мая 2008       |
| 0,003                              | 20 августа 2008  |
| 0,004                              | 28 сентября 2008 |
| 0,005                              | 18 февраля 2009  |
| 0,006                              | 10 ноября 2011   |
| 0,01                               | 19 сентября 2013 |
| 0,04                               | 19 сентября 2014 |
| 0,1                                | 19 июля 2016     |
| 0,47                               | 20 марта 2020    |
| 1,5                                | 26 марта 2020    |
| 2,43                               | 12 апреля 2020   |
| 2,7                                | 26 апреля 2020   |

По состоянию на 4 февраля 2015 года в проекте Folding@Home было активно около 8,2 млн вычислительных ядер. Суммарная производительность составляла 9,3 петафлопса.
В 2007 году книга рекордов Гиннесса признала проект Folding@Home самой мощной сетью распределённых вычислений.
В последние годы интерес к проекту снизился из-за возросшей популярности майнинга криптовалют, позволяющему получать гипотетический доход и окупить оборудование всего за несколько лет.
27 февраля 2020 года Грегори Боумен (Greg Bowman) заявил, что проект Folding@Home подключается к исследованию коронавируса 2019-nCoV.
По состоянию на начало марта 2020 года суммарная вычислительная мощность проекта Folding@Home составляла 98,7 петафлопс.
На 2020 год в F@H существовало 4 проекта (типа заданий) для CPU и 24 для GPU.
14 марта 2020 года компания Nvidia обратилась к геймерам с призывом использовать мощности своих домашних компьютеров для борьбы коронавирусом. Несколькими днями позже CoreWeave — крупнейший американский майнер на блокчейне Ethereum — заявил, что присоединяется к борьбе с коронавирусом. Российский телекомгигант МТС также не остался в стороне и объявил, что его облачные ресурсы будут направлены в проект Folding@Home с целью ускорения работ по поиску лекарства от нового коронавируса.
Спустя четыре недели после включения F@H в борьбу с коронавирусом Грег Боумен сообщил, что к проекту присоединилось 400 тыс. волонтёров по всему миру. С притоком новых пользователей после объявления о том, что F@H включается в борьбу с новым коронавирусом, мощность проекта увеличилась до 470 петафлопс. Таким образом, проект Folding@Home можно назвать самым мощным суперкомпьютером в мире, уступающим лишь Bitcoin, мощность которого составляет 80 704 291 петафлопс. Для сравнения, первую строчку в мировом рейтинге суперкомпьютеров TOP500 занимает система «Summit» с теоретической пиковой производительностью около 200 петафлопс.
26 марта 2020 года общая вычислительная мощность сети превысила 1,5 экзафлопса, что почти что равно суммарной производительности всех суперкомпьютеров в мировом рейтинге TOP500 — 1,65 экзафлопса.
26 апреля 2020 общая вычислительная мощность сети превысила 2,7 экзафлопса.
5 апреля 2021 общая вычислительная мощность сети упала до 0,197 экзафлопса.

## Настоящие и будущие платформы для проекта
Участники всякого проекта распределённых вычислений всегда стремятся к его распространению как на текущие, так и на новые перспективные платформы. Разумеется, это относится и к Folding@Home, но для того, чтобы создать клиент для новой платформы, каждая платформа оценивается по двум несложным параметрам:
- скорость работы систем на новой платформе;
- количество систем на данной платформе, потенциально способных подключиться к проекту.

Основной платформой для проекта по состоянию на начало 2013 года являются многоядерные процессоры для персональных компьютеров (CPU). Наибольшее число заданий (jobs) формируется именно для этой платформы. Одноядерные процессоры, хотя и поддерживаются проектом, находят все меньшее и меньшее применение в связи с потребностью быстро считать задания. Особняком стоят специальные Большие Задания (Big Jobs, BJ) для счёта которых требуется наличие в процессоре 16 и более вычислительных ядер/потоков.
Наиболее перспективными платформами для проекта являются графические процессоры (GPU). Особенность данной платформы в том, что в графическом процессоре параллельно выполняется множество потоков, благодаря чему достигается превосходство в скорости расчётов над самыми современными CPU от Intel и AMD. По информации организаторов проекта, современные графические процессоры имеют ограничения по выполняемым вычислениям, связанные с их более узкой специализацией, поэтому полностью заменить обычные процессоры в проекте они не в состоянии. Однако в тех расчётах, где они применимы, организаторы проекта говорят о 40-кратном преимуществе GPU над «средним» процессором Intel Pentium 4, а практические результаты первых дней работы бета-версии клиента показали примерно 70-кратное преимущество данной платформы над «средним» процессором, принимающим участие в проекте.
Также был доступен для открытого использования клиент для процессоров Cell, использовавшихся в Sony PlayStation 3. Эти процессоры также являются многопоточными (многоядерными), что даёт им преимущества над обычными CPU, которые пока имеют максимум 15 ядер. 6 ноября 2012 года после около пяти лет данный раздел проекта был прекращен.
Создатели проекта стремятся максимально упростить для пользователей подключение к проекту. Если раньше для использования CPU и GPU требовалось запускать и настраивать два различных клиента, то начиная с версии 7 одна программа-клиент может задействовать как CPU, так один или несколько установленных в компьютере совместимых GPU.
Версия клиента 7.х доступна для наиболее распространенных операционных систем Windows х86 и х64, Mac OS X (только для процессоров Intel), Linux х86 и х64.

## Сравнение с другими молекулярными системами
Rosetta@home — распределенный вычислительный проект, нацеленный на предсказание структуры белка, и является одной из самых точных систем для предсказания третичной структуры. Поскольку Розетта только предсказывает конечное свернутое состояние, не моделируя сам процесс фолдинга, Rosetta@home и Folding@home акцентируются на разных молекулярных вопросах. Лаборатория Pande может использовать конформационные состояния от программного обеспечения Розетты в модели состояний Маркова как отправные точки для моделирования в Folding@home. Наоборот, алгоритмы предсказания структуры могут быть улучшены с помощью термодинамических и кинетических моделей и аспектов осуществления выборки для моделирования сворачивания белка. Таким образом, Folding@home и Rosetta@home дополняют друг друга.
AlphaFold — разработка Google DeepMind на основе искусственного интеллекта, направленная на предсказание пространственной структуры белка. В 2020 году некоторые исследователи отметили, что точность результатов недостаточно высока для трети прогнозов и что нет оснований считать решённой проблему сворачивания белка. Но другие авторы выражали оптимизм, считая что достигнутого уже достаточно для практического применения, например, чтобы разобраться в механизмах некоторых болезней и создать для них лекарства. Руководители разработки AlphaFold Демис Хассабис и Джон Джампер были удостоены Нобелевской премии по химии 2024 года.

## Команды СНГ в проекте

### Российские
- TSC! Russia (номер команды 47191) — старейшая и самая производительная российская команда в проекте.
- Russia (номер команды 279).
- 22century (номер команды 241477).
- PPRu (номер команды 258709).